# Ципоцереус
Ципоцереус (лат. Cipocereus) — род растений семейства Кактусовые (Cactaceae).
Род Ципоцереус был описан в 1979 г. Фридрихом Риттером и назван по наименованию местности на территории Мексики (Стерра де Сипо), где произрастали экземпляры типового вида — Cipocereus pleurocarpus. Позже этот вид стал считаться подвидом Cipocereus minensis.

## Ботаническое описание
Чертой, характерной для рода Ципоцереус и примитивной для большинства кактусов трибы Цереусовые (Cereeae), считается полупрозрачная мякоть их плодов. В природных условия слабо ветвящиеся и обычно прямостоячие деревянистые стволы ципоцереусов достигают в высоту 3,5 м при диаметре не более 5 см. Число рёбер варьирует от 4 до 21. Число колючек также точно не определено, у некоторых видов могут отсутствовать вовсе. Округлые ареолы белые или коричневатые.

## Список видов
В род Ципоцереус входит 5 видов:
- Cipocereus bradei (Backeb. & Voll) Zappi & N.P.Taylor
- Cipocereus crassisepalus (Buining & Brederoo) Zappi & N.P.Taylor
- Cipocereus laniflorus N.P.Taylor & Zappi
- Cipocereus minensis (Werderm.) F.Rittertypus[1] [syn.  Cipocereus pleurocarpus F.Ritter]
- Cipocereus pusilliflorus (F.Ritter) Zappi & N.P.Taylor